# Boarmia catephes
Boarmia catephes är en fjärilsart som beskrevs av Turner 1947. Boarmia catephes ingår i släktet Boarmia och familjen mätare. Inga underarter finns listade i Catalogue of Life.